# 田中直毅
田中 直毅（たなか なおき、1945年〈昭和20年〉9月1日 - ）は、日本の政治評論家。

## 経歴
愛知県生まれ。1968年東京大学法学部卒業。1973年同大学院経済学研究科修士課程修了。国民経済研究協会主任研究員を経て、1984年から評論活動を開始する。1997年、21世紀政策研究所理事長。2007年国際公共政策研究センター理事長。

## 出演番組
- BS討論（NHK BS1）
- コスモポリタン・アイ（文化放送）
- ワールドホットライン（文化放送）

## 著書
- 『軍拡の不経済学』1982 朝日選書
- 『手ざわりのメディアを求めて 消費社会の現在』毎日新聞社 1986
- 『グローバル・エコノミー 「アメリカの世紀」からの巣立ち』日本放送出版協会 1988
- 『日米経済摩擦』日本放送出版協会・NHKブックス 1989
- 『日本のヴィジョン』講談社 1990
- 『市場の解 日本のシナリオとしての積極的経済秩序』中央公論社 1991
- 『最後の十年日本経済の構想』日本経済新聞社 1992
- 『日本政治の構想』日本経済新聞社 1994
- 『アジアの時代 日本の孤立は避けられるか』東洋経済新報社 1996
- 『新しい産業社会の構想』日本経済新聞社 1996
- 『ビッグバン後の日本経済』日本経済新聞社 1997
- 『スーパー・ストラクチャー 新しい世界の見方・考え方』講談社 1999
- 『市場と政府 21世紀日本経済の設計』東洋経済新報社 2000
- 『構造改革とは何か』東洋経済新報社 2001
- 『日本経済復活への序曲』日本経済新聞社 2003
- 『内なる敵に克つ 経済復活のメカニズムをつくる』東洋経済新報社 2004
- 『日本の新しいルール』講談社 2004
- 『2005年体制の誕生 新しい日本が始まる』日本経済新聞社 2005
- 『「反日」を超えるアジア 北京の目、ソウルの目』東洋経済新報社 2006
- 『埋没する国家』講談社 2008
- 『マネーが止まった』講談社 2008
- 『金融クライシス 新グローバル経済と日本の選択』新潮社 2012

## 共著
- 『この百年の話 映画で語る二十世紀』長田弘共著 朝日新聞社 1994 「映画で読む二十世紀 この百年の話」文庫
- 『二十世紀のかたち 十二の伝記に読む』長田弘共著 岩波書店 1997
- 『アルビン・トフラー 「生産消費者」の時代』日本放送出版協会 2007 NHK未来への提言
- 『5年後の日本と世界』国際公共政策研究センター共著 講談社 2010
- 『政権交代はなぜダメだったのか 甦る構造改革』国際公共政策研究センター共著 東洋経済新報社 2012

## 翻訳
- ミハイル・ゴルバチョフ『ペレストロイカ』講談社、1987年11月20日。